# Rilland-Bath
Ne doit pas être confondu avec Rilland en Bath.
Rilland-Bath est le nom d'une ancienne commune de la province néerlandaise de Zélande.
La commune a été créée en 1878 par la fusion des communes de Rilland (ou Rilland en Maire) et de Bath (ou Fort Bath en Bath) et a été supprimée le 1er janvier 1970. Depuis cette date, elle fait partie, avec les communes de Krabbendijke, Kruiningen, Waarde et Yerseke, de la nouvelle commune de Reimerswaal.
L'ancienne commune comprenait les villages de Rilland (le centre administratif) et de Bath ainsi que le hameau de Stationsbuurt où se trouve la gare de Rilland-Bath, le polder et hameau de Maire et le fort de Bath.

## Sources
- (nl) Cet article est partiellement ou en totalité issu de l’article de Wikipédia en néerlandais intitulé « Rilland-Bath » (voir la liste des auteurs).